# Symphonie-Orchester Crescendo München

Das Symphonie-Orchester Crescendo München (früher Jugend Symphonie Orchester München) war ein 1986 gegründetes deutsches Jugendorchester.

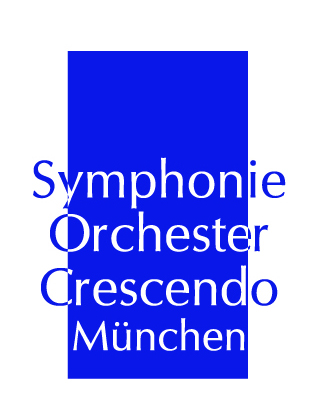
Logo des Symphonie-Orchesters Crescendo München

## Geschichte
Das Symphonie-Orchester Crescendo München wurde 1986 von Konrad von Abel gegründet und wurde seit Herbst 2000 von Alejandro Vila geleitet.
Ziel war es, Nachwuchsmusikern verschiedener Altersstufen – von Schülern ab 15 Jahren bis zu angehenden Berufsmusikern – Orchestererfahrung unter professioneller Leitung zu vermitteln. Pro Jahr wirdem in konzentrierten Probenphasen zwei Konzertprogramme einstudiert. Variable Besetzungsstärken von 4 bis 90 Musikern ermöglichten ein Repertoire aus symphonischen und kammermusikalischen Werken vom Barock bis zur Moderne.
Im Mittelpunkt der Konzerttätigkeit standen Auftritte im Herkulessaal der Münchner Residenz und der Großen Aula der Ludwig-Maximilians-Universität. Dazu kamen Konzerte in der weiteren Umgebung und Auslandstourneen, 1996 war das Orchester als UNICEF-Botschafter der Stadt München nach Paris eingeladen.
Nach Alejandro Vila versuchten noch einige Dirigenten den Fortbestand des Orchesters zu sichern, das inzwischen aus der Münchner Kulturlandschaft verschwunden ist und als aufgelöst gilt.

## Repertoire
Das Repertoire reichte von Barock über Klassik und Romantik bis hin zu Uraufführungen der Moderne, von großen symphonischen Werken und Solokonzerten über Kammerorchester- und Bläserstücke bis zum Streichquartett. Neben bekannteren Werken wurden auch Ur- und Europäische Erstaufführungen auf die Bühne gebracht.

## Trägerverein
Ziel und Zweck des Trägervereins „Jugend Symphonie Orchester München e. V.“ war die Förderung, Bildung und Erziehung musikinteressierter Jugendlicher durch Orchester- und Kammermusikarbeit, Chorgesang und allgemeine Musikbildung.